# 매쿼리 부인의 의자
매쿼리 부인의 의자(영어: Mrs Macquarie's Chair)는 시드니 왕립식물원에 위치한 조형물이다.

## 설명
매쿼리 부인의 의자는 포트잭슨만의 반도에 위치하고 있으며, 사암으로 조각된 조형물이다. 1810년, 매쿼리 부인을 위해 죄수들이 손으로 조각했다.
매쿼리 부인은 1810년부터 1821년까지 뉴사우스웨일스 주지사를 지낸 래클런 매쿼리의 부인이었다. 구전된 이야기에 따르면 그녀는 바위 위에 앉아서 항구로 항해하는 영국의 선박을 자주 지켜보았다고 한다. 또한, 항구의 탁 트인 전망을 즐기는 것으로 알려져 있다.